# Rhinobrycon negrensis
Rhinobrycon negrensis är en fiskart som beskrevs av Myers, 1944. Rhinobrycon negrensis ingår i släktet Rhinobrycon och familjen Characidae. Inga underarter finns listade i Catalogue of Life.